# هانا ستورم
هانا ستورم (بالإنجليزية: Hannah Storm)‏ هي معلقة رياضية ودي جيه أمريكية، ولدت في 13 يونيو 1962 في أوك بارك في الولايات المتحدة.

## وصلات خارجية
- هانا ستورم على موقع IMDb (الإنجليزية)
- هانا ستورم على موقع قاعدة بيانات الفيلم (الإنجليزية)

- الموقع الرسمي